# Tarik Carson
Tarik Carson da Silva (Rivera, 23 de agosto de 1946 - Argentina, 29 de setiembre de 2014) fue un escritor y pintor uruguayo.

## Biografía
Comenzó a escribir en Montevideo en 1965. En 1976 se radicó en Buenos Aires, Argentina. Obtuvo premios en concursos literarios en varios países. La revista Brecha le otorgó en 1969 el primer premio de un concurso de cuentos por el relato Por la patria.
Fue cofundador en 1970 de la revista de literatura y arte Universo (Montevideo, 1969), donde también fue coeditor y dio a conocer sus primeros cuentos. En Buenos Aires fue coeditor de La revista de ciencia-ficción y fantasía.
Su primer libro, El hombre olvidado, llamó la atención de la crítica por su manejo de la fantasía, que lo emparenta con la ciencia ficción.
Además de sus novelas y cuentos editados, también publicó cerca de cuarenta cuentos en revistas, diarios y antologías en Francia, España, Estados Unidos, México, Uruguay y Argentina.
Como pintor, su estilo está enmarcado dentro del surrealismo, cercano a Joan Miró e Yves Tanguy. También se dedicó a la orfebrería.

## Obra

### Novela
- Una pequeña soledad (Filofalsía, Buenos Aires, 1986)
- El estado superior de la materia (Buenos Aires, 1989)
- Ganadores (Proyección, Montevideo, 1991)
- Océanos de néctar (Axxón, Buenos Aires, 1992)

### Cuentos
- El hombre olvidado (Géminis, Montevideo, 1973)
- El corazón reversible (Monte Sexto, Montevideo, 1986)